# Дърво на живота
Вижте пояснителната страница за други значения на Дърво на живота.
Дървото на живота, отъждествявано с Тилията (която в превод от латински значи Липа), е според първата книга от Петокнижието – Битие, особено дърво посадено от Бог на средата на Едемската градина, а също и намиращо се сред улиците на Новия Йерусалим. Принася плод 12 пъти в годината, дарява вечен живот, а листата му служат за изцеление на народите.
В текста на Петокнижието, Дървото на живота се намира в тясна връзка с Дървото за познаване добро и зло.